# كلاريمونت (كاليفورنيا)
كلاريمونت (بالإنجليزية: Claremont)‏ هي إحدى مدن مقاطعة لوس أنجليس، كاليفورنيا. تم إعطاءها لقب مدينة في 3 أكتوبر، 1907.

## المناخ
يظهر الجدول التالي التغييرات المناخية على مدار السنة لكلاريمونت:
| البيانات المناخية لـكلاريمونت     | البيانات المناخية لـكلاريمونت | البيانات المناخية لـكلاريمونت | البيانات المناخية لـكلاريمونت | البيانات المناخية لـكلاريمونت | البيانات المناخية لـكلاريمونت | البيانات المناخية لـكلاريمونت | البيانات المناخية لـكلاريمونت | البيانات المناخية لـكلاريمونت | البيانات المناخية لـكلاريمونت | البيانات المناخية لـكلاريمونت | البيانات المناخية لـكلاريمونت | البيانات المناخية لـكلاريمونت | البيانات المناخية لـكلاريمونت |
| الشهر                             | يناير                         | فبراير                        | مارس                          | أبريل                         | مايو                          | يونيو                         | يوليو                         | أغسطس                         | سبتمبر                        | أكتوبر                        | نوفمبر                        | ديسمبر                        | المعدل السنوي                 |
| --------------------------------- | ----------------------------- | ----------------------------- | ----------------------------- | ----------------------------- | ----------------------------- | ----------------------------- | ----------------------------- | ----------------------------- | ----------------------------- | ----------------------------- | ----------------------------- | ----------------------------- | ----------------------------- |
| متوسط درجة الحرارة الكبرى °ف (°م) | 68 (20)                       | 69 (21)                       | 71 (22)                       | 76 (24)                       | 79 (26)                       | 84 (29)                       | 90 (32)                       | 92 (33)                       | 89 (32)                       | 80 (27)                       | 74 (23)                       | 68 (20)                       | 78.0 (25.6)                   |
| متوسط درجة الحرارة الصغرى °ف (°م) | 43 (6)                        | 45 (7)                        | 47 (8)                        | 49 (9)                        | 54 (12)                       | 58 (14)                       | 62 (17)                       | 62 (17)                       | 60 (16)                       | 55 (13)                       | 47 (8)                        | 42 (6)                        | 52 (11)                       |
| الهطول إنش (مم)                   | 3.11 (79)                     | 4.76 (121)                    | 2.63 (67)                     | 1.20 (30)                     | 0.23 (5.8)                    | 0.09 (2.3)                    | 0 (0)                         | 0.03 (0.76)                   | 0.15 (3.8)                    | 1.05 (27)                     | 1.62 (41)                     | 2.45 (62)                     | 17.32 (439.66)                |
| المصدر:                           |                               |                               |                               |                               |                               |                               |                               |                               |                               |                               |                               |                               |                               |

## أعلام
- راي كولينز
- بيتر دراكر
- أليوت غراهام
- جيسيكا فيشر
- أليكس هينشاو
- غلين ديفيس
- جيري فورهيس
- غريفين إيستر
- دايفيد والاس
- رافائيل سوريانو

## الموقع الجغرافي
الموقع الجغرافي للمناطق المحيطة بهذه النقطة هو كالتالي: